# Bureau des longitudes

Il Bureau des longitudes è una istituzione scientifica francese composta di 13 membri e 32 corrispondenti (astronomi, geofisici e fisici), che assicurano l'esecuzione dei compiti affidati dallo Stato francese all'istituto, oggi ridenominato Institut de mécanique céleste et de calcul des éphémérides (in italiano: Istituto di meccanica celeste e di calcolo delle effemeridi, IMCCE).
Il Bureau des longitudes è stato fondato dall'Abate Grégoire il 25 giugno 1795 (7 Messidoro dell'anno III del Calendario rivoluzionario francese). I principali scopi per cui fu creato erano:
- la risoluzione dei problemi astronomici legati alla determinazione della longitudine da bordo delle navi in navigazione, un problema di grande importanza strategica per le flotte dell'epoca, da cui prese il nome l'istituto.
- calcolare e pubblicare le effemeridi dei corpi celesti dotati di moto (Sole, Luna, pianeti e comete).
- predisporre e stampare annuari.
- organizzare spedizioni scientifiche nel campo della Geofisica e dell'Astronomia.
- fornire pareri su problemi scientifici.

Per tali fini l'Osservatorio di Parigi fu posto sotto tutela dell'istituto dal 1795 al 1854.
Dall'epoca della sua fondazione la struttura e le attività svolte dal Bureau des longitudes sono notevolmente cambiate.
L'istituto inizialmente era costituito da dieci scienziati: Joseph-Louis Lagrange, Pierre Simon Laplace, Pierre Méchain,
Joseph-Jérôme Lefrançais de Lalande, Giovanni Cassini, Jean-Baptiste Delambre, Jean-Charles de Borda, Louis Antoine de Bougainville, Jean-Nicolas Buache e Noël Simon Caroché: altri cinque membri furono aggiunti per effettuare i calcoli.
Nel 1802 fu istituito il Service des Calculs (Servizio di calcolo) a cui fu deputato il calcolo delle effemeridi: questa branca fu modificata varie volte fino al 1961 quando André-Louis Danjon e Jean Kovalevsky in sostituzione della precedente struttura, crearono un laboratorio di ricerca moderno, denominato Service des Calculs et de Mécanique Céleste du Bureau des longitudes (in italiano: Servizio dei Calcoli e di meccanica Celeste dell'Ufficio delle Longitudini), divenuto infine il 2 giugno 1998 l' Institut de mécanique céleste et de calcul des éphémérides (IMCCE) (in italiano: Istituto di Meccanica Celeste e di Calcolo delle Effemeridi) facente parte dell'Osservatorio di Parigi.